# Żmudzini

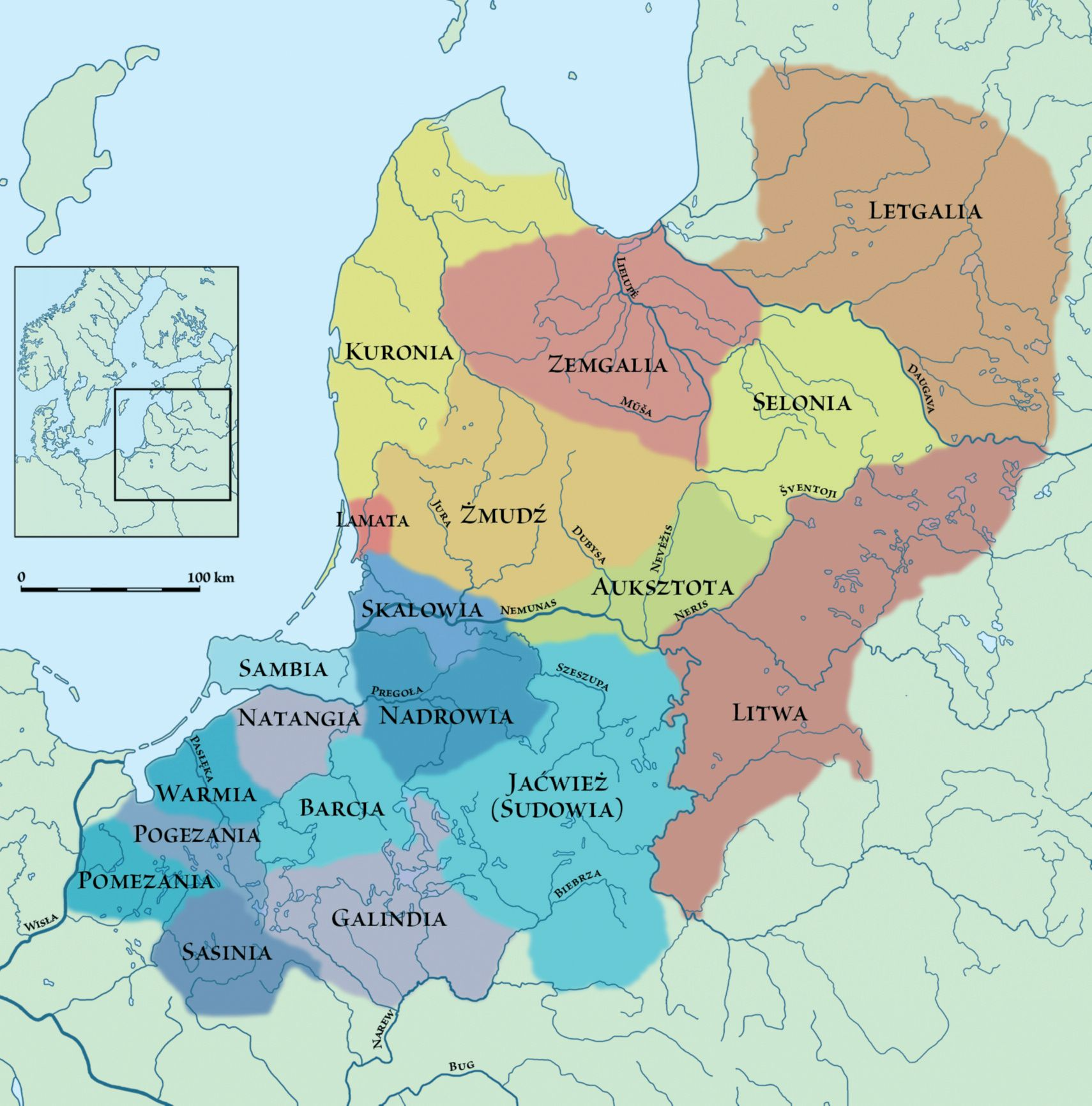
Plemiona bałtyjskie około 1200 roku

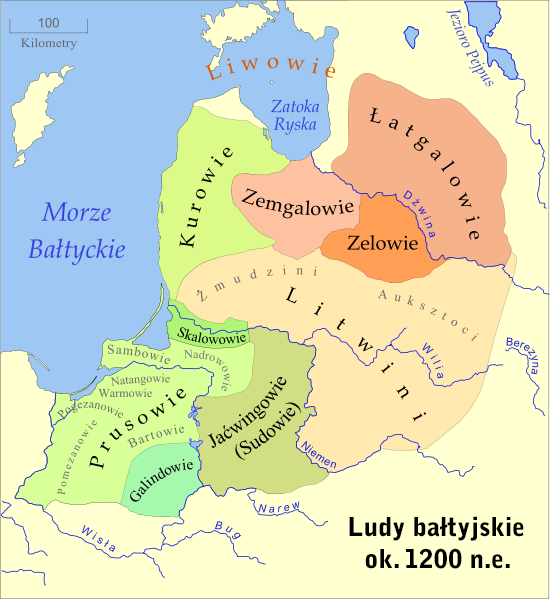
Plemiona Bałtów ok. 1200 roku

Żmudzini (żmudz. Žemaitē, lit. Žemaičiai) – bałtyjska grupa etniczna posługująca się językiem żmudzkim, zamieszkująca głównie litewską Żmudź.

## Etymologia nazwy
W literaturze i w dokumentach termin „Żmudzini” używany jest w różnych znaczeniach, na określenie:
- wczesnośredniowiecznych plemion żmudzkich, mających własną organizację plemienną i własnych książąt;
- grupy etnicznej używającej języka żmudzkiego (opisywanego także jako dialekt języka litewskiego[3][4]) i do pewnego stopnia odrębnej kulturowo od Litwinów;
- mieszkańców Żmudzi, niezależnie od ich identyfikacji narodowej, kulturowej i językowej;
- szlachty zamieszkującej Żmudź. Nazywała się ona Żmudzinami, walczyła o pewną autonomię od Rzeczypospolitej i Litwy, używała jednak języka polskiego i identyfikowała się z kulturą polską i Rzecząpospolitą[potrzebny przypis];
- osób deklarujących narodowość żmudzką.

Nazwa „Żmudzini” wywodzi się od słowa Žemai, czyli „nisko”, gdyż plemiona żmudzkie zamieszkiwały nizinne tereny dzisiejszej Litwy. (Mieszkańców obszarów dorzecza górnego Niemna, o bardziej zróżnicowanej morfologii, wyżynnej, nazywano natomiast Auksztotami, od wyrazu auksztas, znaczącego „wysoki”. W późniejszych wiekach termin „Auksztot” zanikł i ludność tę nazywano po prostu Litwinami.)

## Historia
Plemiona żmudzkie do XII wieku były niezależne, rządzone przez książąt, choć przy wciąż dużym znaczeniu systemu rodowego. Od początku XIII wieku ziemie Żmudzinów w coraz większym stopniu najeżdżały wojska zakonu kawalerów mieczowych, a od roku 1237 Krzyżaków. Pomimo pewnych sukcesów Żmudzinów i innych sprzymierzonych plemion bałtyckich w walce z „krucjatami” (zwycięstwa pod Szawlami w 1236 i pod Durben w 1260) układ sił niekorzystny dla Żmudzinów wymusił na nich poddanie się około 1240 roku władzy formującego się pod berłem Mendoga państwa litewskiego.
Mendog usunął głównych książąt żmudzkich i zapoczątkował późniejszą praktykę władców litewskich cedowania praw do Żmudzi na rzecz zakonów w zamian za doraźne korzyści polityczne. Od tej pory Żmudzini byli na przemian poddanymi wielkich książąt litewskich albo mistrzów zakonu krzyżackiego. Sytuacja ta nominalnie trwała nawet po zwycięstwie grunwaldzkim w 1410, gdyż zakon zwrócił wtedy Żmudź, ale – zgodnie z traktatem – tylko na czas życia Jagiełły i Witolda (dożywocie). Dopiero po traktatach z 1422 i 1431 Żmudzini stali się na stałe poddanymi Wielkiego Księstwa, a potem i Rzeczypospolitej. Tak długi okres zmiennej przynależności państwowej i kulturowej, częste odstępowanie Żmudzinów przez Litwę i ciągłe walki przeciw najeźdźcom ukształtowały poczucie niezależności od ludów sąsiednich, w tym Litwinów.
Ze względu na surowość krzyżackich rządów, różnice kulturowe i przede wszystkim próby narzucenia obcej religii Żmudzini stale sprzeciwiali się władzy zakonu, najpierw walcząc z nią w sojuszu z plemionami bałtyckimi, zwłaszcza z Litwinami, potem zaś, gdy popadli w zależność od Krzyżaków, wzniecając powstania.

## Związki z Polakami
Żmudzini w wiekach XIV i XV postrzegani byli jako odrębna grupa etniczna – w ten sposób pisał o nich Długosz, podkreślając zarazem bliskie związki Żmudzinów z Litwinami i Jaćwingami. Tak też przedstawiała Żmudzinów dyplomacja polska i litewska, rozprzestrzeniając dramatyczną skargę Żmudzinów na zakon krzyżacki w 1404 roku. Żmudzinów od Litwinów różniły w  tym czasie głównie stosunek do chrześcijaństwa, które Litwini przyjęli szybciej i chętniej, oraz znaczna rusycyzacja elit litewskich, wyobcowująca Żmudzinów zajmujących ziemie odległe od wpływów ruskich. Nawet litewski wiersz z 1529:
Polsza kwitniet łacinoju

Litwa kwitniet ruszczinoju

Bez toj w Polsze nie priebudiesz

Bez siej w Litwie błaznom budiesz
komentuje używanie języka ruskiego jako urzędowego w Wielkim Księstwie.

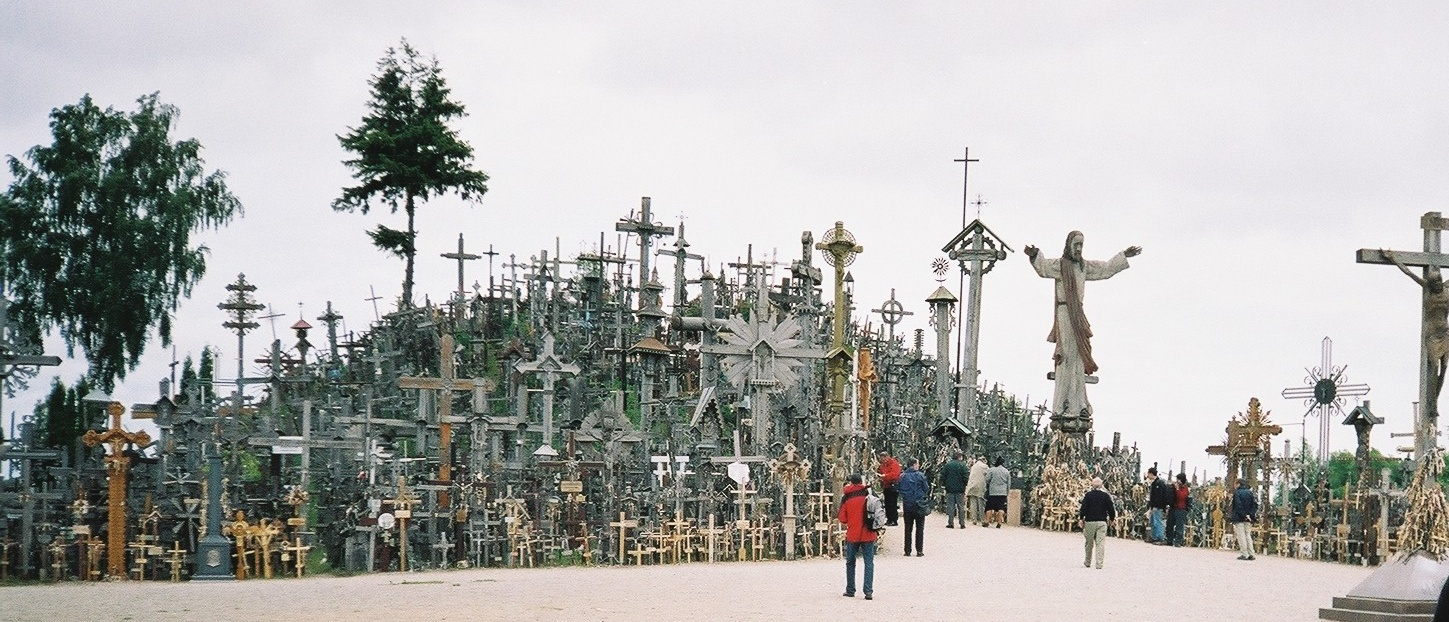
Góra Krzyży pod Szawlami, upamiętniająca chrzest Żmudzi

Po przyłączeniu Żmudzi do Litwy w 1410 podjęto próby chrystianizacji mieszkańców. W 1413 oficjalnie ogłoszono przyjęcie katolicyzmu przez Żmudzinów. Był to jeden z ostatnich narodów Europy, które przyjęły chrześcijaństwo. Napotkało to opór wśród ludności żmudzkiej, kojarzącej katolicyzm z wrogimi Krzyżakami i przywiązanej do wiary przodków. W 1418 i 1441 Żmudzini wszczęli powstania antychrześcijańskie i antylitewskie.

## Dążenia do autonomii
Tendencje do autonomizmu Żmudzinów zostały zaakceptowane w 1441, gdy uznano Żmudź za odrębną jednostkę Wielkiego Księstwa. W 1492 szlachta żmudzka wywalczyła odrębne przywileje względem litewskiej, w 1529 zaś ludność nieszlachecka zyskała własną ustawę. W XVI wieku częste były mniej lub bardziej skuteczne inicjatywy posłów żmudzkich na sejm litewski zmierzające do uzyskania kolejnych przywilejów i praw odrębnościowych. W konsekwencji Żmudzini w XVI wieku posiadali autonomiczną i odrębną strukturalnie administrację, szereg przywilejów dla chłopstwa, które w dużym stopniu zachowało status wolnych ludzi (spora ich część ostatecznie stała się szlachtą zagrodową) oraz odrębność sądowniczą wyrażoną zapisem w konstytucji litewskiej z 1581 o utworzeniu Sądu Głównego w Rosieniach, niezależnego od Sądu Głównego Litwy (z tej jednak sami zrezygnowali w zamian za zwiększony parytet w obsadzaniu litewskich władz sądowniczych). Wyrazem odrębności Żmudzi było nazywanie tej krainy Księstwem Żmudzkim.
W XVII i XVIII wieku nastąpiła polonizacja szlachty i duchowieństwa żmudzkiego, na podobieństwo litewskiej, przy zachowaniu poczucia odrębności regionalnej. Szlachta żmudzka w stosunku do reszty Wielkiego Księstwa była inicjatorką i najbardziej aktywnym uczestnikiem insurekcji kościuszkowskiej, powstania listopadowego i powstania styczniowego. Chłopstwo zachowało język żmudzki i ludową kulturę o cechach kultur bałtyckich, tym niemniej dość aktywnie brało udział we wspomnianych powstaniach, bardziej jednak ze względu na racje religijne i społeczne aniżeli narodowościowe. W 1831 istniało już wśród ludności chłopskiej poczucie odrębności narodowej – w anonimowej pieśni żmudzkiej z tamtego roku pt. Gieysmie żiemaycziu Telszu pawieta wayno metu 1831 (Pieśń Żmudzinów powiatu telszewskiego w czasie wojny 1831) mówi się o braterstwie Polaków, Litwinów i Żmudzinów. W 1857 narodowość żmudzką deklarowało 419 tysięcy osób, w 1897 językiem żmudzkim mówiło w guberni kowieńskiej 445 tysięcy osób.

## Stan obecny
Obecnie deklaracje narodowości żmudzkiej nie są uznawane przez rząd Litwy i nie są wpisywane do dokumentów, mimo że narodowość tę deklaruje około 0,5 miliona osób.
Od początku XXI wieku działają na Litwie grupy (Stowarzyszenie „Żmudzini byli, są i będą” i Ruch Żmudzki) żądające uznania Żmudzinów za narodowość.